# Геужань (комуна)
Геужань, Геужані (рум. Găujani) — комуна у повіті Джурджу в Румунії. До складу комуни входять такі села (дані про населення за 2002 рік):
- Геужань (1440 осіб)
- П'єтрішу (1117 осіб)
- Четецуя (248 осіб)

Комуна розташована на відстані 83 км на південь від Бухареста, 27 км на південний захід від Джурджу.

## Населення
За даними перепису населення 2002 року у комуні проживали 2805 осіб. Усі жителі комуни рідною мовою назвали румунську.
Національний склад населення комуни:
| Національність | Кількість осіб | Відсоток |
| -------------- | -------------- | -------- |
| румуни         | 2790           | 99,5%    |
| цигани         | 14             | 0,5%     |
| угорці         | 1              | < 0,1%   |

Склад населення комуни за віросповіданням:
| Релігія        | Кількість осіб | Відсоток |
| -------------- | -------------- | -------- |
| православні    | 2692           | 96,0%    |
| адвентисти     | 87             | 3,1%     |
| бретрени       | 25             | 0,9%     |
| греко-католики | 1              | < 0,1%   |